# Candida (Itálie)
Candida je italská obec v provincii Avellino v oblasti Kampánie.
K 31. prosinci 2011 zde žilo 1 168 obyvatel.

## Sousední obce
Lapio, Manocalzati, Montefalcione, Parolise, Pratola Serra, San Potito Ultra